# Johimban
Johimban je hemijsko jedinjenje. Ono je osnovna hemijska struktura različitih alkaloida u Rauwolfia i Pausinystalia biljnim vrstama, uključujući johimbin, rauvolscin, korinantin, ajmalicin, reserpin, dezerpidin, i rescinamin, između ostalih.

## Literatura
- Brossi, Arnold (1983). The Alkaloids, 22. Amsterdam: Elsevier.  0-12-469522-1.